# Kloster Schänis

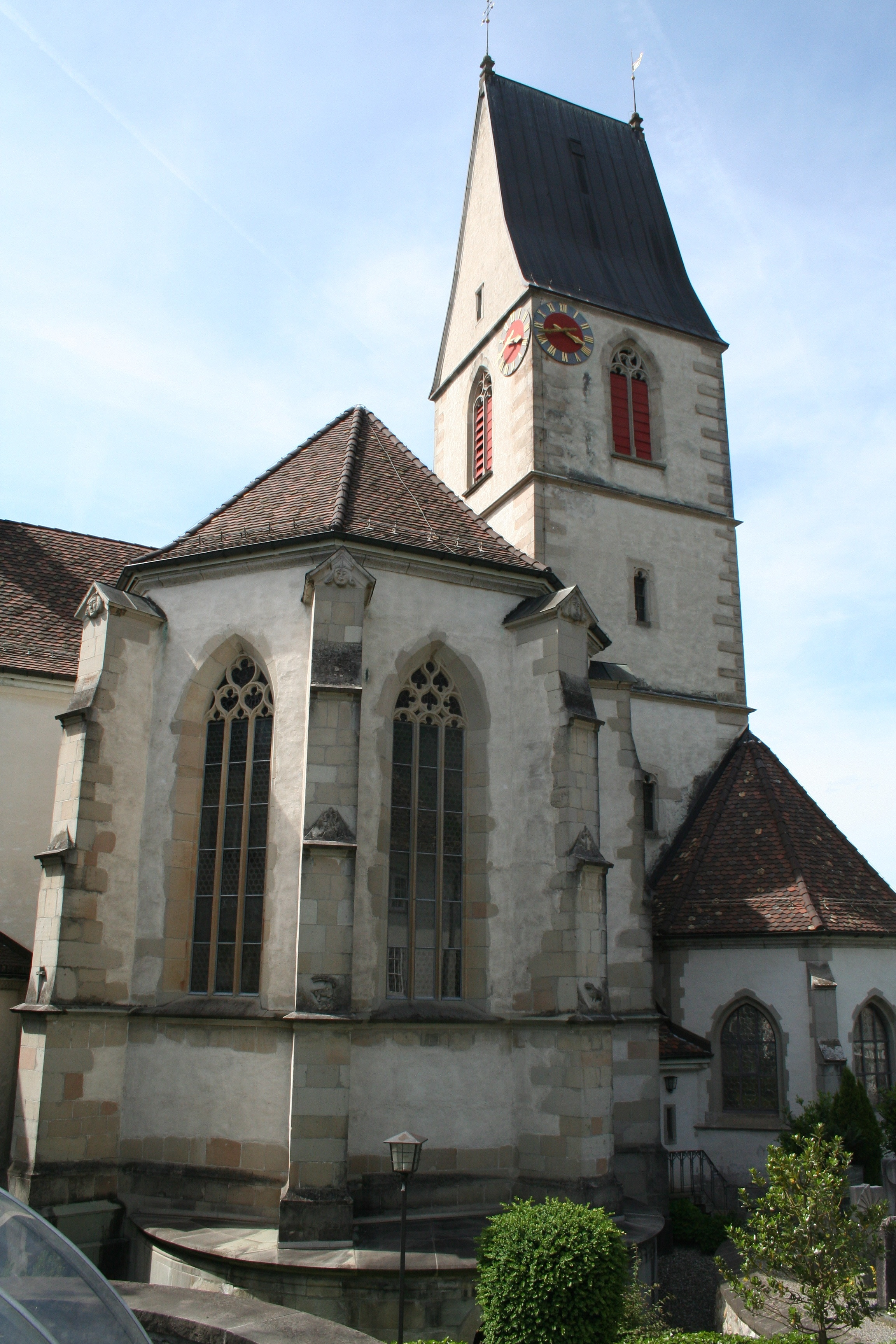
Chorseite der Kirche

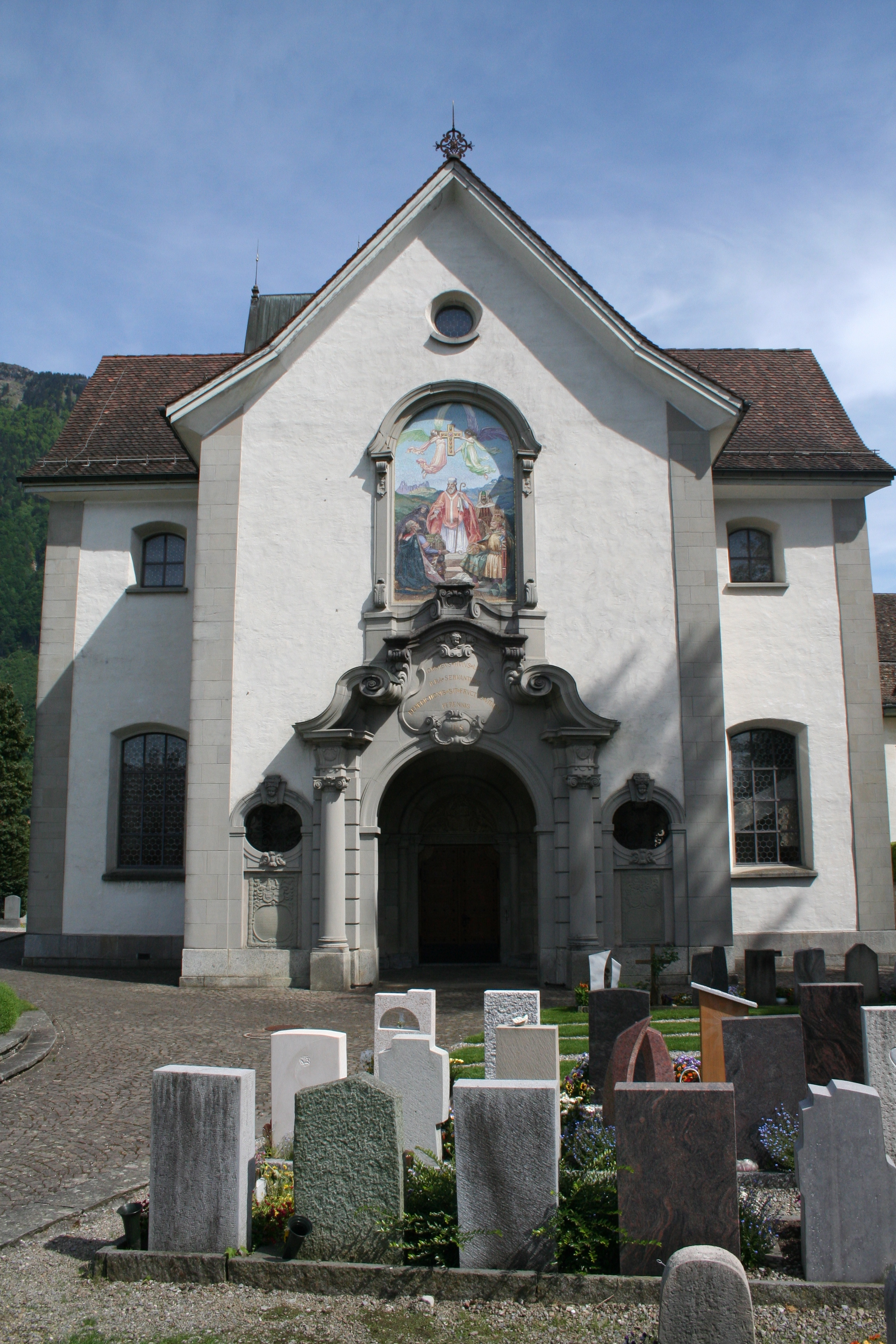
Westfassade der Kirche

Das Kloster Schänis wurde im 9. Jahrhundert gegründet und lag in der heutigen Gemeinde Schänis im Kanton St. Gallen in der Schweiz. Schänis war ein adliges Damenstift und wurde 1811 aufgehoben.

## Geschichte
Nach dem Bericht eines Mönchs aus dem Kloster Reichenau sei Graf Hunfried von Churrätien der Gründer des Klosters Schänis gewesen. Er habe Karl dem Grossen die Stiftung versprochen, um dort ein kostbares Reliquienkreuz, das Teile des Heiligen Kreuzes beinhaltete, sowie ein Onyxgefäss mit Blut Christi würdig aufzubewahren. Verschiedene Hinweise deuten darauf hin, dass das Kloster Schänis tatsächlich in der fraglichen Zeit gegründet wurde, möglicherweise als Tochtergründung des Damenstifts St. Stephan in Strassburg. Das Kloster sank bald in eine recht unbedeutende Stellung ab.
Erst Graf Ulrich I. von Lenzburg führte das Kloster Schänis wieder zur Blüte, indem er ihm durch zahlreiche Schenkungen eine solide wirtschaftliche Basis verschaffte. Auch sorgte er durch die Umteilung des Hofes Benken SG mit Gommiswald, Rieden und Maseltrangen ins Bistum Chur für eine einheitliche kirchliche Struktur in der unmittelbaren Umgebung des Klosters. Das Patrozinium des Klosters wurde vermutlich in jener Zeit vom «Heiligen Kreuz» auf den Heiligen Sebastian geändert.
König Heinrich III. verlieh dem Kloster Schänis 1045 königliche Immunität und freie Äbtissinnenwahl. Trotz mehrerer Versuche einer Klosterreform blieb Schänis ein freiweltliches Damenstift mit relativ lockeren Regeln. Im 14. Jahrhundert verlor das Stift seine Güter im Vorarlberg und im Rheintal.
Die Kastvögte des Klosters kamen in der Regel aus dem regionalen Hochadel. Aus dem Erbe der Lenzburger fiel die Vogtei erst an die Grafen von Kyburg, später an die Habsburger und an die Toggenburger. 1405 ging das Stift Schänis ein Burgrecht mit der Stadt Zürich ein. Das Stift besass in der Folge am Münsterhof ein eigenes Amtshaus, das die Einkünfte des Klosters im Stadtgebiet einzog. Durch den Übergang der Herrschaft Windegg an die Kantone Glarus und Schwyz 1438 kam das Kloster als Teil der gemeinen Herrschaft Windegg zur schweizerischen Eidgenossenschaft. Obwohl der deutsche Kaiser noch 1442 die Rechte des Klosters bestätigte, riss damit die Verbindung zum Reich ab. Glarus und Schwyz betrachteten sich fortan als Rechtsnachfolger der königlichen Vögte.
Dennoch trug die Äbtissin den Titel einer Fürstin des Heiligen Römischen Reiches. Trotz mehrmaliger Versuche, das Kloster zu reformieren, gab es im Stift Schänis keinen Gelübdezwang und nur adlige Damen wurden aufgenommen. Diese mussten zuerst vier, später bis zu 16 hochadlige Vorfahren nachweisen können. Dadurch wurde Schänis zu einer Art Versorgungsanstalt für den unverheirateten Nachwuchs des süddeutschen Hochadels.
Während der Reformation wurde das Kloster 1529 kurzzeitig aufgehoben, dann aber nach der Rekatholisierung des Linthgebiets 1531 wieder eingerichtet. 1585 und 1610 brannte das Kloster nieder, wobei alle alten Urkunden und Privilegien vernichtet wurden. Daneben gab es immer mehr Konflikte mit den Schirmorten Glarus und Schwyz, die das adlige Stift als Fremdkörper wahrnahmen und auch entsprechend behandelten.
1782 wurden die Stiftsgebäude und die Kirche neu errichtet bzw. im Rokoko-Stil erneuert. Nach dem Ende der alten Eidgenossenschaft 1798 verlor das Stift Schänis durch die Mediationsverfassung 1803 alle seine feudalen Rechte und musste schrittweise seinen Besitz ausserhalb des Kantons St. Gallen verkaufen. 1811 beschloss der Grosse Rat des Kantons St. Gallen die Aufhebung des Klosters. Die Stiftsgebäude wurden versteigert und die Kirche in Schänis von der Pfarrgemeinde übernommen.
Siehe auch: Herrschaft Windegg / Gaster

## Baubeschreibung

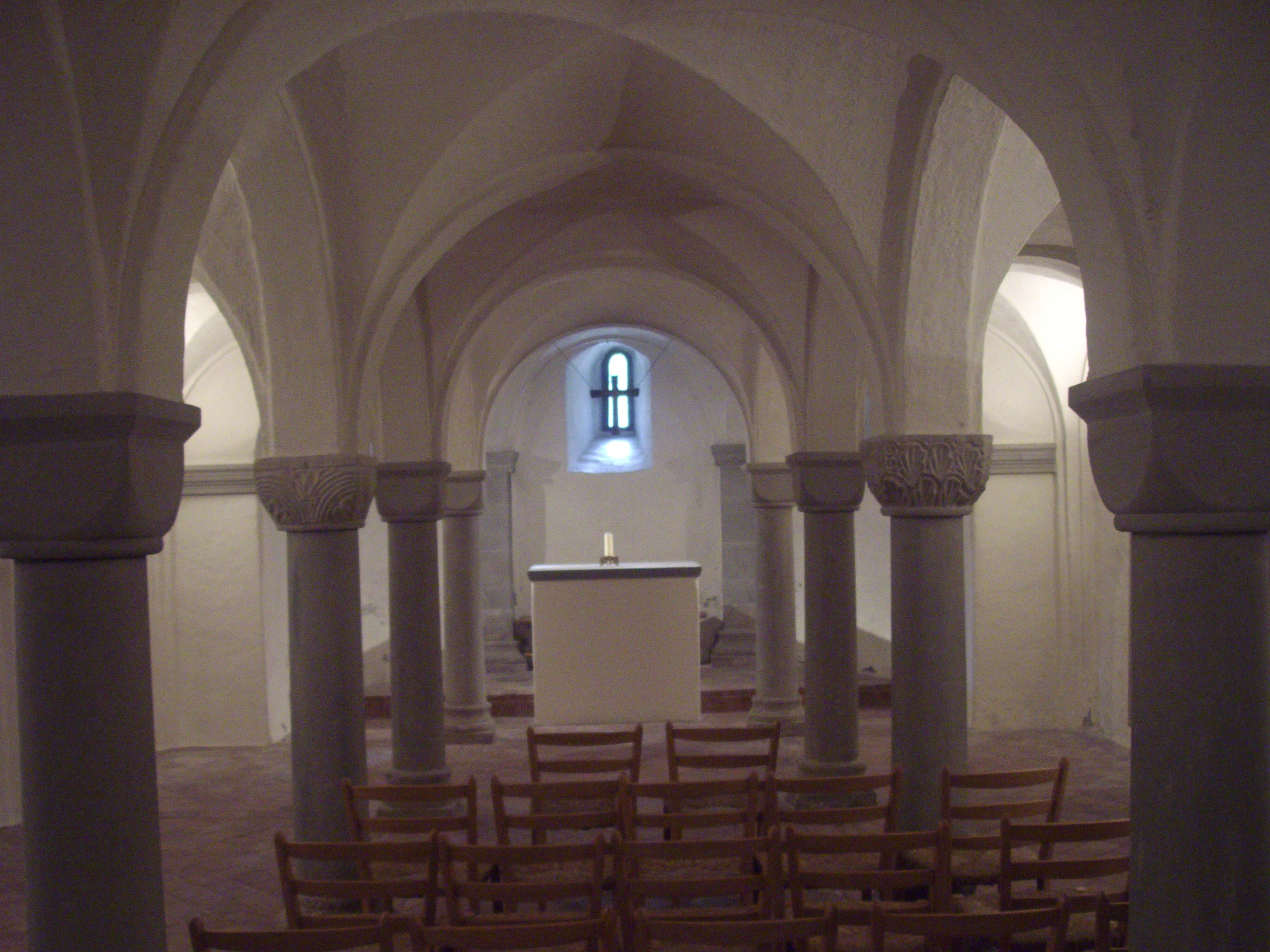
Romanische Krypta

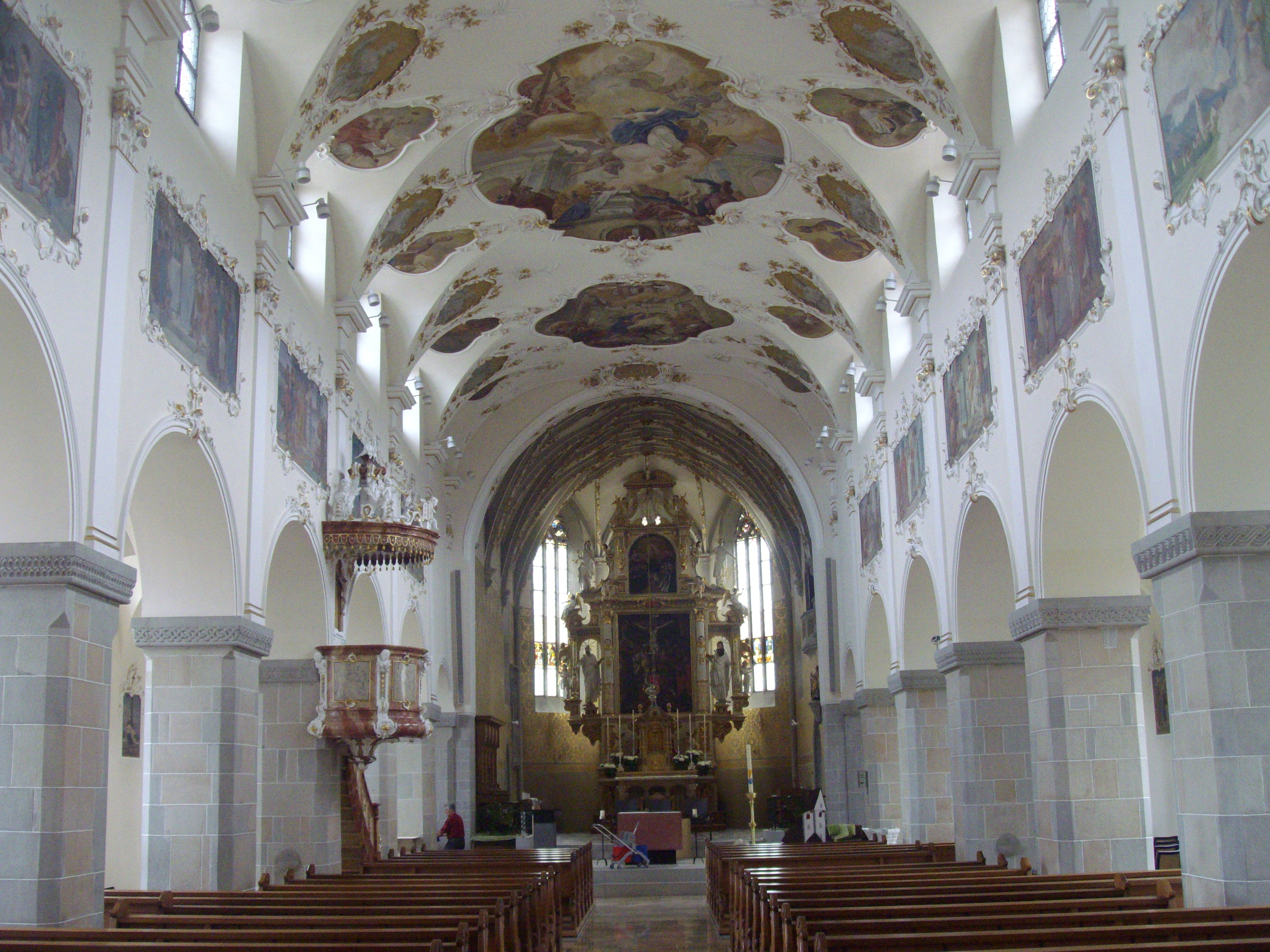
Innenraum der Kirche

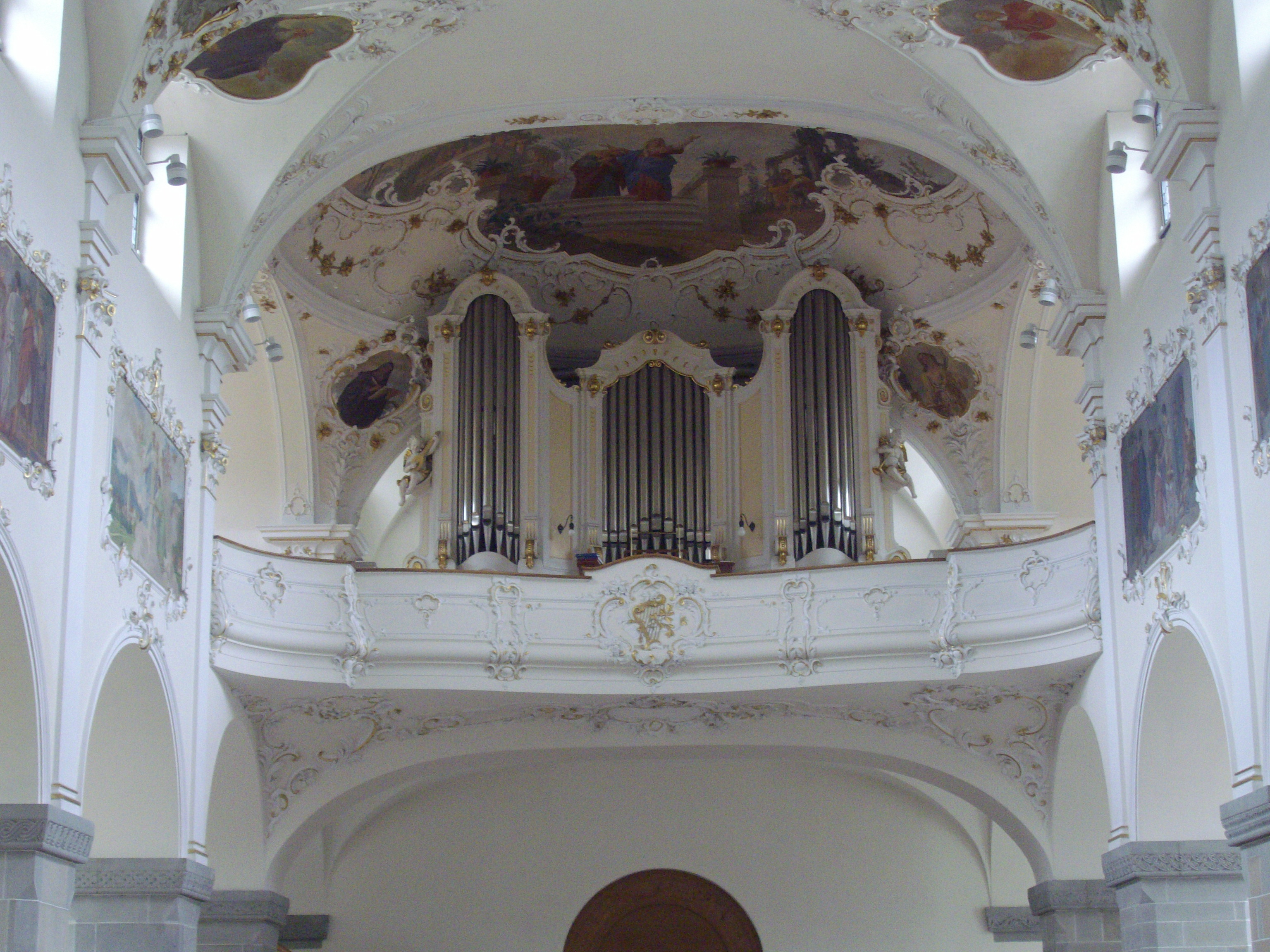
Orgelempore

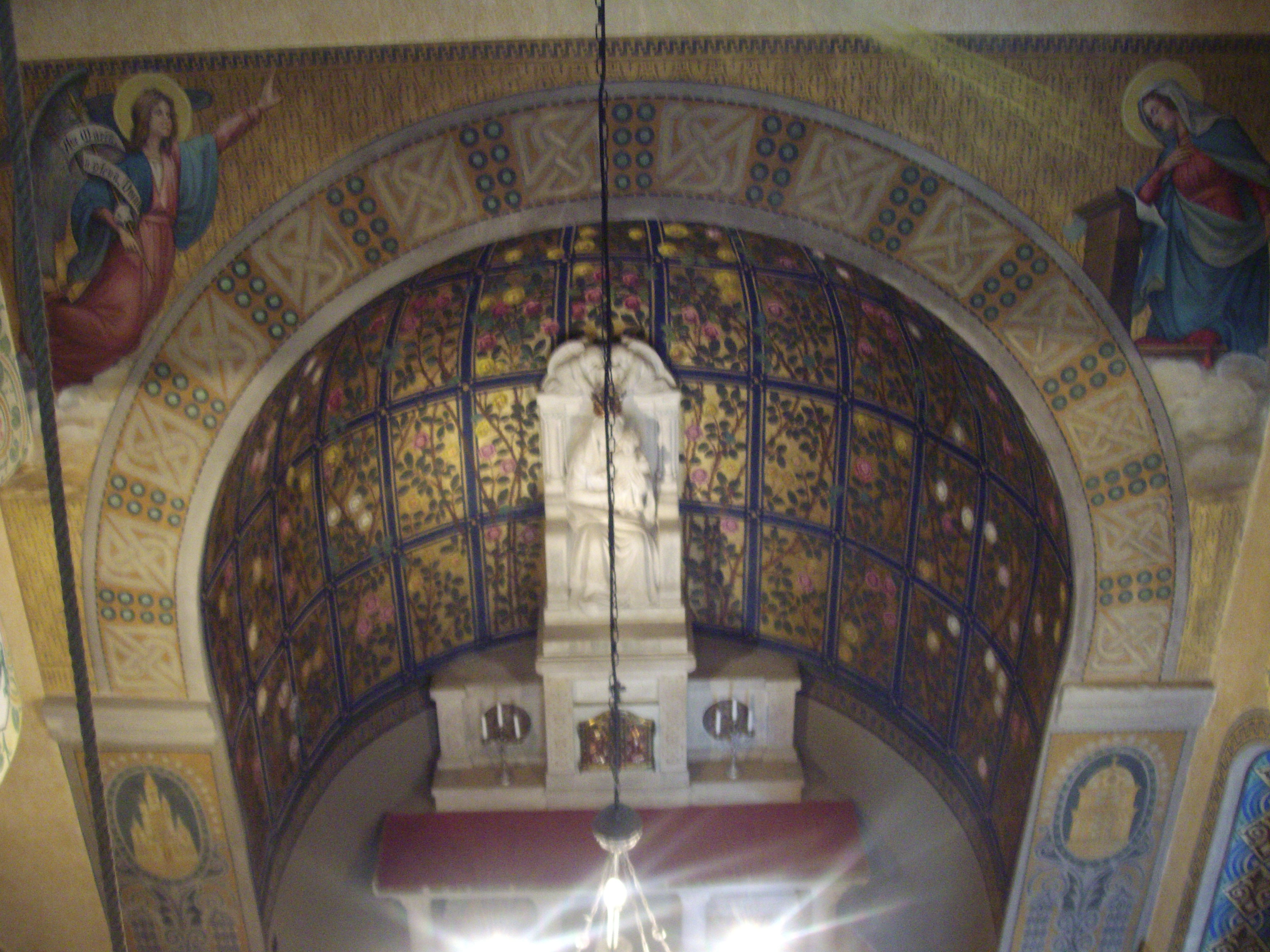
Marienkapelle

### Klosterkirche St. Sebastian

#### Krypta
Der älteste erhaltene Teil der dreischiffigen Basilika datiert aus dem 12. Jahrhundert. Dazu gehört der vordere Teil des Kirchenschiffs und die romanische Hallenkrypta. In der Krypta sind einige wertvolle Zeugnisse romanischer Bauplastik erhalten. Außerdem sind drei karolingische Flechtwerkplatten aus der Gründungszeit des Klosters in der Krypta ausgestellt.

#### Kirche
Der hohe Turm mit Käsbissendach und der spätgotische Chor mit ausgeprägten Strebepfeilern und Masswerkfenstern stammen aus dem späten 15. Jahrhundert. Ein Netzrippengewölbe mit kunstvollen Schlusssteinen überdacht den Chorraum. Das von Fialen bekrönte Tabernakel stammt von 1506.
Um 1610 entstand der prachtvolle Hochaltar im Stil der Spätrenaissance. Das Oberbild zeigt den heiligen Augustinus als Beschützer der Stifter und Stiftsdamen. Das symmetrisch aufgebaute Hauptbild stellt den gekreuzigten Christus und den Lanzenstich dar. Das Werk eines unbekannten Künstlers zählt zu den wertvollsten Altargemälden dieser Zeit in der Schweiz. Die Renaissance-Farbglasscheiben im südlichen Chorfenster wurden kurz nach 1610 angefertigt.
Im 18. Jahrhundert wurde das Schiff verlängert und barockisiert. Das 1779 eingezogene Stichkappengewölbe weist Stuckaturen und Malereien im Rokoko-Stil auf. Die Ausmalung nahm der Maler Franz Ludwig Herrmann vor. Das ikonographische Programm besteht aus Heiligendarstellungen und Motiven aus der Weihnachtsgeschichte und der Vita Mariae. Die elegante Rokoko-Kanzel stammt aus dem Jahr 1780.
Nach der Auflösung des Klosters erfolgte 1910/11 eine erneute Erweiterung der Kirche im neubarocken Stil. Die Fassaden und der Innenraum wurden dem Stil der barockisierten Kirche so weit als möglich nachempfunden. Ein prachtvolles neubarockes Westportal wird von einem Mosaik bekrönt, das die Stiftsgründung darstellt. Das Portal führt in eine Vorhalle, von der aus über das wiederverwendete romanische Portal mit neuromanischem Tympanon die Kirche betreten wird. Eine neubarocke Empore trägt ein Orgelwerk der Firma Kuhn aus Männedorf von 1925, das über 31 Register auf zwei Manualen und Pedal verfügt. Die Malereien in den ergänzenden Deckenkartuschen im Innenraum stammen von Josef Heimgartner. Unterhalb der Obergadenfenster wurden die Gemälde zweier Heiligen-Zyklen von Richard Nüscheler eingefügt. Die Seitenaltäre in den Seitenschiffen stammen von der Zuger Firma Zotz & Griessl. Der nördliche Seitenaltar enthält eine um 1450 geschaffene schwäbische Marienstatue, während der südliche Seitenaltar ein Ölgemälde der Heiligen Familie von Richard Nüscheler aufweist.
Im Turm hängt ein fünfstimmiges Glockengeläut, das von der Giesserei H. Rüetschi in den Jahren 1911 und 1913 (kleinste Glocke) in der Stimmung c′ – es′ – f′ – as′ – c″ gegossen wurde. Das Gesamtgewicht der Glocken beträgt 6078 kg.

#### Sakristei und Marienkapelle
Zeitgleich mit der Kirchenerweiterung von 1910/11 erfolgte unter der Leitung des Architekten Adolf Gaudy auch der Bau einer neugotischen Sakristei im Norden und die Rekonstruktion des romanischen Querhauses im Süden. Im Querhaus mit halbrunder Apsis wurde unter Mitarbeit des Malers Josef Traub die Marienkapelle mit Madonnenaltar eingerichtet. Die Ausmalung und Ausstattung der Kirche ist von der Beuroner Kunstschule inspiriert und gehört zu den originellsten Konzeptionen des Schweizer Jugendstils. Auf Höhe der Oculus-Fenster befindet sich eine schmale Empore.

#### Stiftsgebäude
1782–1785 entstand südseitig der Kirche das barocke Stiftsgebäude. Es umfasst im Kern die mittelalterlichen Vorgängerbauten. Durch ein mächtiges Mansardwalmdach vermittelt es einen monumentalen Eindruck.
Im Norden der Kirche befindet sich der Friedhof.

## Äbtissinnen
| - um 1045: Adelheid I. - bis 1091: Regilinda - um 1127: Ita - um 1144: Magdalena von Heidelberg - ca. 1178–1185: Adelheid II. von Buchberg - ca. 1237–1262: Euphemia von Bichelsee - Adelheid III. von Sigberg († 1271) - 1271–1275: Machtild - ca. 1282–1301: Elisabeth I. von Schalchen - ca. 1303–1308: Anna I. - 1308–1310: Elisabeth II. - um 1310: Williburg - 1321–1329: Katherina I - 1330–1343: Ursula I. von Grunenstein - 1348–1359: Anna II. von Arbon - 1362–1400: Agnes von Wildenberg - 1402–1420: Adelheid IV. von Schwandegg - 1420–1451: Elisabeth III. von Greiffensee - 1451–1478: Adelheid V. Trüllerey von Trostberg - (1460–1471: Agatha von Seengen) - 1478–1482: Dorothea von Jestetten | - 1483–1491: Barbara I. Blaarer von Wartensee - 1492–1493: Elisabeth IV. von Goldenberg - 1494/1495: Susanna van Sal - 1495–1525: Barbara II. von Trüllerey - 1525–1555: Ursula II. Muntprat von Spiegelberg - 1555–1575: Anna III. von Mosheim - 1575–1587: Barbara III. Blaarer von Wartensee - 1587–1612: Katherina II. Brümsi von Herblingen - 1612–1638: Anna IV. von Bellheim - 1638–1652: Maria von Ramschwag - 1652–1664: Maria Caecilia von Greuth - 1664–1677: Maria Franzisca zu Rhein - 1677–1701: Maria Eva Schenkin von Castell - 1701–1711: Maria Anna Sussana zu Rhein - 1711–1713: Maria Eva Rosa von Römerstal - 1713: Maria Anna Margaretha von Wessenberg - 1713–1735: Maria Clara Salomé von Roggenbach (1668–1736) - 1722–1735: Koadjutorin Maria Anna Eleonore Reichlin von Meldegg - 1735–1763: Maria Anna Franzisca zu Rhein - 1763–1796: Maria Anna Anastasia von Eptingen - 1796–1810: Maria Walburga Theresia von Liebenfels-Worblingen |